# Cookie Lyon
Loretha "Cookie" Lyon (Holloway da nubile) è un personaggio della serie televisiva Empire, interpretato da Taraji P. Henson.

## Biografia
Loretha Holloway, soprannominata "Cookie", è nata e cresciuta a Filadelfia, Pennsylvania. Ha due sorelle, Candace e Carol. Crescendo, Cookie a poco a poco ha iniziato a lavorare nel settore del traffico di droga, dove ha incontrato, e successivamente sposato Lucious Lyon. Cookie e Lucious ebbero tre figli: Andre, Jamal e Hakeem. La donna si è sempre sforzata nel garantire ai suoi figli il meglio. Nel settore dello spaccio di droga, la vita di Cookie ruotava intorno alla musica, al denaro, e a schivare la legge: ha contribuito alla costruzione dell'attuale etichetta Empire, distribuendo $400.000 dollari ottenuti dallo spaccio di droga per fondare la società. Il tutto però è stato scoperto dalla polizia, costringendola a passare 17 anni di carcere e impedendole così di crescere i suoi figli; durante il periodo di prigionia della donna, Lucious inizia a staccarsi da essa, separandosi poi per fidanzarsi con la giovane Anika, e i suoi figli non vengono portati a farle visita durante il periodo trascorso, dunque da libera dovrà costruire nuovamente un rapporto con loro.

## Storia del personaggio
A partire dall'episodio pilota della serie, Cookie, appena uscita dal carcere per buona condotta, si ritrova nel dover fronteggiare il rapporto con i suoi tre figli: Jamal e Andre, nonostante la lunga assenza, la accolgono positivamente, mentre con Hakeem la situazione si rivela subito conflittuale poiché egli non avendola mai conosciuta afferma di non voler nulla a che fare con lei. Andre in realtà approfitta della sua sensibilità per schierare i suoi due fratelli contro dopo che Lucious ha dichiarato di voler esaminare i tre figli per scegliere chi fosse il più qualificato a dirigere l'Empire qualora l'uomo non potesse essere più in grado in tale compito: comunque, Andre convince la madre ad avviare la carriera di Jamal, disprezzato dal padre per via della sua omosessualità, mettendo la donna in contrasto anche con Lucious stesso che voleva dimostrare che il suo prediletto Hakeem sarebbe stato più talentuoso.
Nel frattempo, si ritrova a discutere con l'agente Carter, che necessita della donna per servirsene come testimone per condannare Frank Gathers al fine di prolungare l'accordo stretto fra le due che garantiva a Cookie la libertà. La donna si rivela molto impaurita, conoscendo la ferocia di Gathers e, quando si ritrova davanti alla porta una rosa (che in realtà le era stata mandata da Lucious) fa uccidere dal cugino un suo scagnozzo in segno d'avvertimento. Col passare del tempo, il rapporto con Hakeem inizia a prendere una piega positiva siccome madre e figlio si ritrovano a lavorare insieme; allo stesso modo, rinasce il suo amore per Lucious con il quale si ritrova anche a finire a letto, azione che sarà la causa del tradimento di Anika e della conseguente separazione di Lucious con lei. Afflitta per la rinvenuta morte del cugino Bunkie, scopre solo dopo mesi che il reato è stato commesso dallo stesso Lucious avendolo questo confessato involontariamente nel sonno. Per fargliela pagare, si allea con Andre, Hakeem ed Anika per realizzare una scalata ostile in modo da impadronirsi dell'Empire, privando Lucious della carica di amministratore delegato. L'arresto di Lucious per l'omicidio di Bunkie, scoperto dall'FBI, fa credere a Jamal che sia stata Cookie a confessarlo, così decide di rompere i rapporti con lei.
Nel corso della seconda stagione, il tentativo di scalata ostile fallisce perché Mimi Whiteman, contatta da Cookie al fine di supportare economicamente il piano, si schiera in realtà con Jamal, il quale decide definitivamente di prendere le distanze dai familiari, licenziandoli dai loro rispettivi ruoli nella società sotto consiglio di Lucious. Così Cookie decide di creare una propria etichetta discografica, la Lyon Dynasty, appoggiata dai figli Andre ed Hakeem anche se il primo decide ben presto di ritirarsi dal progetto perché il suo cuore appartiene all'Empire. Nel frattempo Lucious viene scarcerato e Cookie entra subito in ostilità con esso e boicotta l'esibizione di Jamal alla Leviticus che viene sostituita da un'acclamata performance da parte di Hakeem. Intanto Cookie assume una nuova guardia del corpo, Laz, della quale presto s'innamora. La loro relazione durerà poco poiché si scopre che Laz faceva parte della gang che aveva rapito Hakeem e dunque la donna, nonostante si ritrovi col cuore spezzato poiché amava davvero l'uomo, permette a Lucious di ucciderlo. Successivamente, la sorella di Cookie, Candace, si reca da lei chiedendole aiuto nel ritrovare la loro altra sorella Carol, scappata di casa; così le due si recano a Filadelfia. Mentre si ritrova nel carcere in cui è stata per un concerto di beneficenza, avviene che Mimi Whiteman si allea con Camilla Max (fidanzata di Hakeem nella prima stagione, poi fatta mandare via da Lucious poiché ritenuta un'imbrogliona) e sorprendentemente anche con Hakeem, cospirando per levare Lucious di torno ed impossessarsi dell'Empire. Così la donna si ritrova a dover supportare l'ex-marito e i suoi familiari dopo la tragica notizia del tradimento di Hakeem.

## Creazione e sviluppo
Il produttore esecutivo della serie Lee Daniels ha rivelato che Cookie è stata liberamente ispirata dalla sorella di lui e anche dalla protagonista della soap opera Dynasty, Alexis Carrington. A detta dell'uomo, Cookie non si sarebbe fermata davanti a nulla per ottenere ciò che vuole e che avrebbe fatto sì che "il caos" si scatenasse lungo il percorso che avrebbe intrapreso. Nel frattempo, Taraji P. Henson, attrice che interpreta il ruolo della Lyon, ha dichiarato in un'intervista a TV Guide, che il suo personaggio sarebbe stato una sorta di versione più "incappucciata" di Mama Rose, protagonista del musical Gypsy.

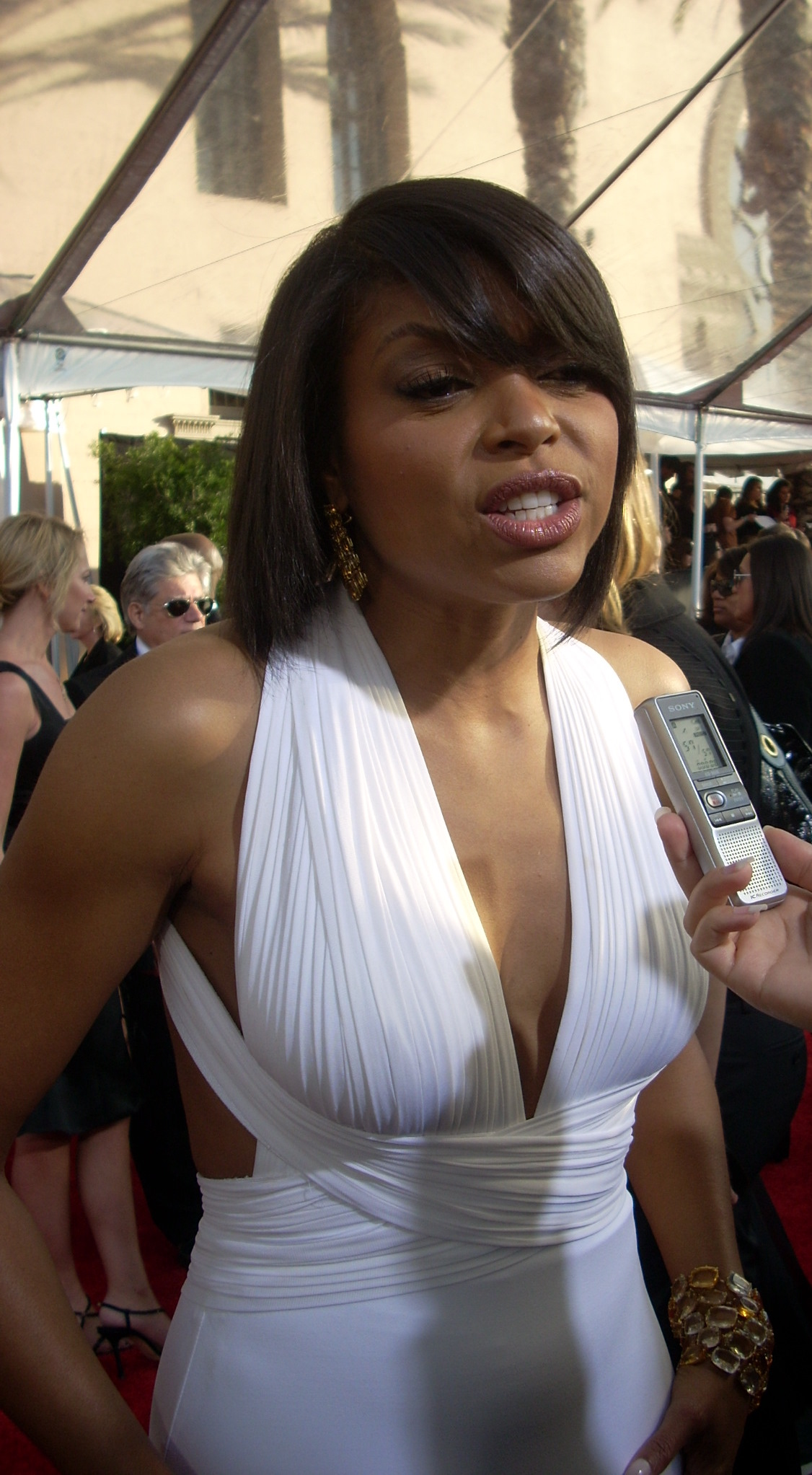
Taraji P. Henson

Il 26 febbraio 2014 è stato annunciato che la sovracitata Taraji P. Henson, meglio conosciuta per la sua performance nel film  Il curioso caso di Benjamin Button, che le valse la candidatura al Premio Oscar, e per il suo più recente periodo di lavoro per il drama Person of Interest, era stata delineata per il ruolo di Cookie Lyon.
Sapendo che i produttori avrebbero avuto bisogno di attori affermati per promuovere al meglio la serie, i dirigenti della Fox hanno contattato la Henson. Quest'ultima che aveva appena terminato il suo lavoro per Person of Interest nel 2013 ha espresso di non voler tornare per il momento al campo televisivo. Tuttavia, il manager di Henson le ha mandato lo script per Empire, per il quale l'attrice ne rimase particolarmente entusiasta. Lee Daniels ha dichiarato che la Henson era stata ciò che egli aveva "immaginato" sin dal primo pensiero del personaggio. Per il ruolo di Cookie, era anche stata contatta il Premio Oscar Mo'Nique, che aveva già collaborato con Daniels nell'acclamato film Precious che le valse l'ambita statuetta, ma la Fox aveva respinto l'idea accusandola di essere "difficile da gestire".
La Henson, autogiudicando il suo personaggio, ha dichiarato di affrontare per esso una sfida, avendo l'obiettivo principale di far mandare in delirio il pubblico; continuando, l'attrice ha affermato anche di essere terrorizzata nell'intraprendere il ruolo della Lyon, per il quale ha commentato di dover imbattersi in situazioni talvolta anche "minacciose" per portarlo in vita.
Come annunciato dalla stessa Henson, il personaggio di Cookie avrebbe rappresentato una persona tosta. Personalmente, l'attrice l'ha definita come "la sua eroina" poiché è una donna forte e coraggiosa, che pone la famiglia prima di tutto. La Henson, dopo aver dichiarato che Cookie riesce a dire ciò che l'attrice nella vita reale non sempreriesce ad esprimere, ha aggiunto che il suo personaggio costituisce "perfetto prototipo di personaggio da interpretare da parte di un attore" poiché la Lyon non è altro che "un nervo scoperto". Loretha "Cookie" sta inoltre molto a cuore alla Henson poiché, così come lei, a seguito della morte del padre, ha dovuto fare tutto ciò che poteva per supportare e sostenere la sua famiglia e ci si può facilmente identificare in esso perché è semplicemente una persona "vera".

## Accoglienza
Il personaggio di Cookie è stato accolto positivamente, e la Henson ottenne rapidamente grande consenso da parte dei telespettatori e dei mass media, i quali più volte la definirano come "la regina del Prime time", ricevendo anche da parte di TV Guide nel 2015 il titolo di "personaggio televisivo dell'anno". La sua performance è stata premiata con diversi riconoscimenti, fra cui il trionfo alla cerimonia degli ambiti Golden Globe nel 2016 nella categoria "Miglior attrice in una serie drammatica" e una candidatura agli Emmy Awards l'anno prima, nonché diverse vittorie ai BET Awards e ai Critics' Choice Awards.
I magazine statunitensi hanno particolarmente elogiato la Henson soprattutto per via del suo carattere tosto in contrapposizione al suo amorevole spirito materno, ma ovviamente anche per la tenacia e l'impeccabilità con la quale Taraji intraprende il prestigioso ruolo. Attica Locke, che ha scritto alcune sceneggiature per diversi episodi della serie, ha dichiarato di aver accettato l'incarico solo per merito del personaggio di Cookie, descritto dalla scrittrice come una figura nuova e mai vista finora in campo televisivo.